# Ratan Naval Tata
Ratan Naval Tata (Bombay, 28 december 1937 – aldaar, 9 oktober 2024) was een Indiaas zakenman en filantroop. Hij was van 1991 tot 2012 de voorzitter van Tata Sons, de holding van het conglomeraat Tata-groep. Vanaf oktober 2016 was hij tijdelijk weer voorzitter van Tata Sons. Verder was hij voorzitter-emeritus van verschillende bedrijven uit de Tata-groep, waaronder Tata Steel en Tata Motors. Hij was voorzitter van de Indiase Investment Commission en lid van het bestuur van de centrale bank Reserve Bank of India.

## Familie, jeugd en opleiding
Ratan Tata is de zoon van Naval Tata, die was geadopteerd vanuit een weeshuis door Navajbai Tata, de echtgenote van Ratanji Tata, die de zoon was van de grondlegger van de Tata-groep: Jamsetji Tata. Ratans ouders Naval en Sonoo scheidden midden jaren-40 toen Ratan 10 jaar oud was. Hij werd vervolgens samen met zijn jongere broer opgevoed door zijn grootmoeder, Navajbai Tata.
Ratan Tata ging eerst naar de Campion School in Mumbai en voltooide zijn middelbare school aan de Cathedral and John Connon School. Hij behaalde een bachelorgraad in de architectuur in 1962 aan Cornell en een via het Advanced Management Program aan de Harvard Business School in 1975. Hij werd later nog gedecoreerd met ten minste vier eredoctoraten, van de Ohio State University, het Asian Institute of Technology, de University of Warwick en de Universiteit van Amsterdam. Bij deze laatste was er enige beroering omdat een twintigtal UvA-medewerkers protesteerden tegen het verlenen van een eredoctoraat aan een CEO van een bedrijf met een 'steeds groeiende bedrijfsmonopolie'. Hij was een aanhanger van het Zoroastrisme

## Carrière
In 1961 begon Tata zijn carrière in het familiebedrijf, de Tata-groep. Hij begon bij Tata Steel, waar hij kalksteen verplaatste. In de jaren '70 werd hij verantwoordelijk voor bedrijven binnen de Tata-groep (NELCO en Empress Mills), maar bleek hij niet in staat om de veranderingen door te voeren die nodig waren. In 1991 volgde hij zijn verre neef J. R. D. Tata op als voorzitter van het moederbedrijf Tata Sons. Hij liep tegen weerstand bij de diverse bedrijfsleiders op, die hij begon te vervangen door een pensioenleeftijd in te voeren. Hij verminderde de mogelijkheden tot vrij handelen van de leiders van de dochterbedrijven door de banden tussen het moederbedrijf en de diverse dochterbedrijven ook op operationeel vlak aan te halen. Hij benadrukte het belang van innovatie en jonger talent werd meer verantwoordelijkheden gegeven. Daarnaast stroomlijnde hij de activiteiten van de bedrijven, en verminderde hij de overlap.
Tata was 21 jaar voorzitter van de Groep en liet zowel de omzet als de winst sterk groeien. De groep kocht diverse internationaal bekende bedrijven, waaronder Jaguar Land Rover en Corus waardoor het bedrijf de meerderheid van haar omzet nu uit het buitenland haalt.
In 2012 droeg hij op 75-jarige leeftijd het stokje in de Tata Sons over aan Cyrus Mistry, de zoon van de grootste aandeelhouder van Tata Sons. In oktober 2016 werd Mistry echter alweer vervangen als voorzitter, en keerde Tata terug als tijdelijk voorzitter.
Tata overleed op 9 oktober 2024 op 86-jarige leeftijd.

## Erkenning
Tata ontving twee van de hoogste Indiase onderscheidingen: in 2000 ontving hij de Padma Bhushan en in 2008 de Padma Vibhushan, respectievelijk de op twee en op een na hoogste onderscheiding van het land. Ook ontving hij diverse onderscheidingen in andere landen; zo werd hij benoemd tot Commandeur in het Legioen van Eer (Frankrijk), ere-Ridder Grootkruis in de Orde van het Britse Rijk (Verenigd Koninkrijk) en de Carnegie Medal voor zijn filantropisch werk. Daarnaast is hij lid van diverse besturen, commissies en adviesraden.